# کاخ شاهزاده طاز

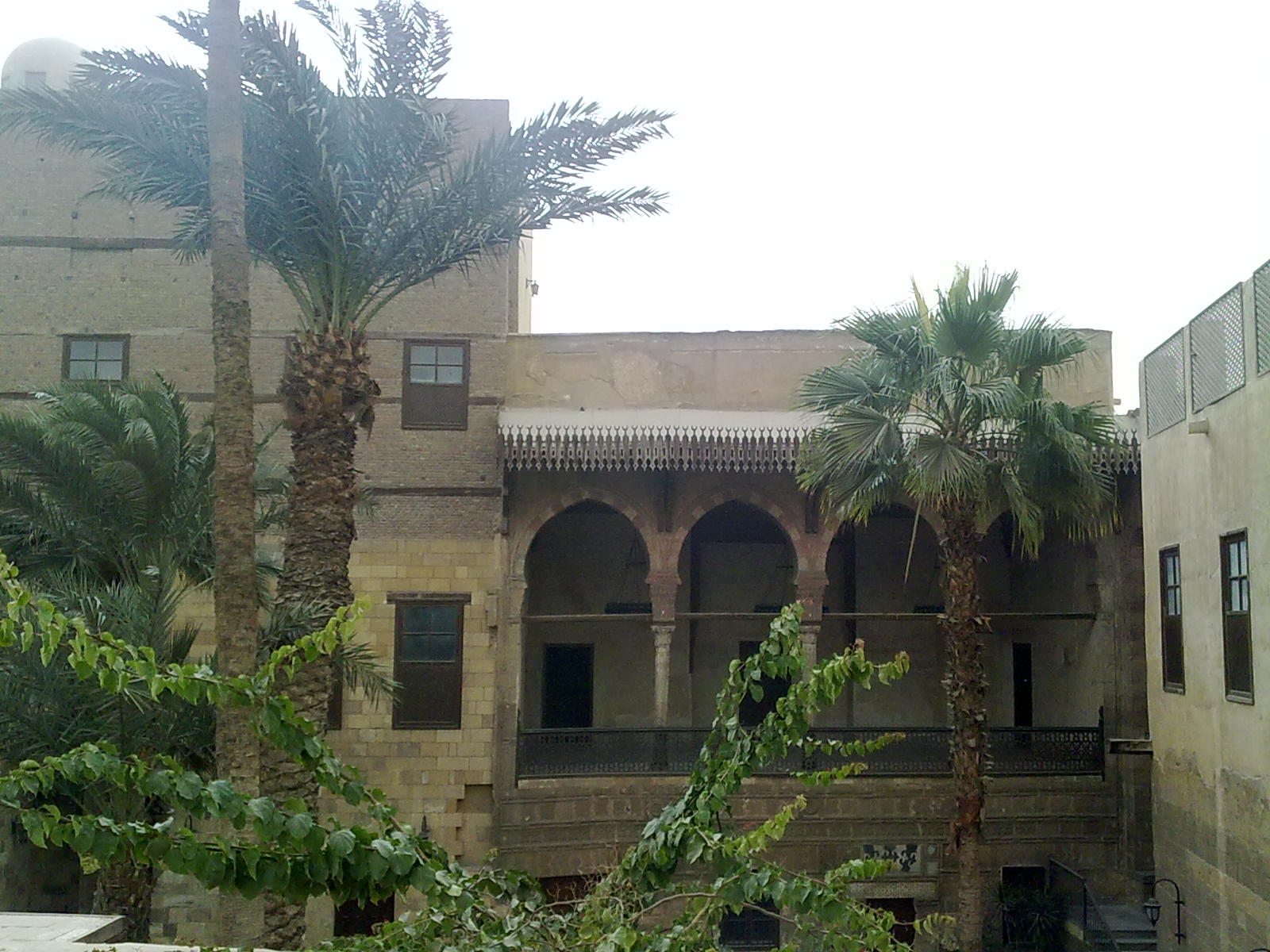

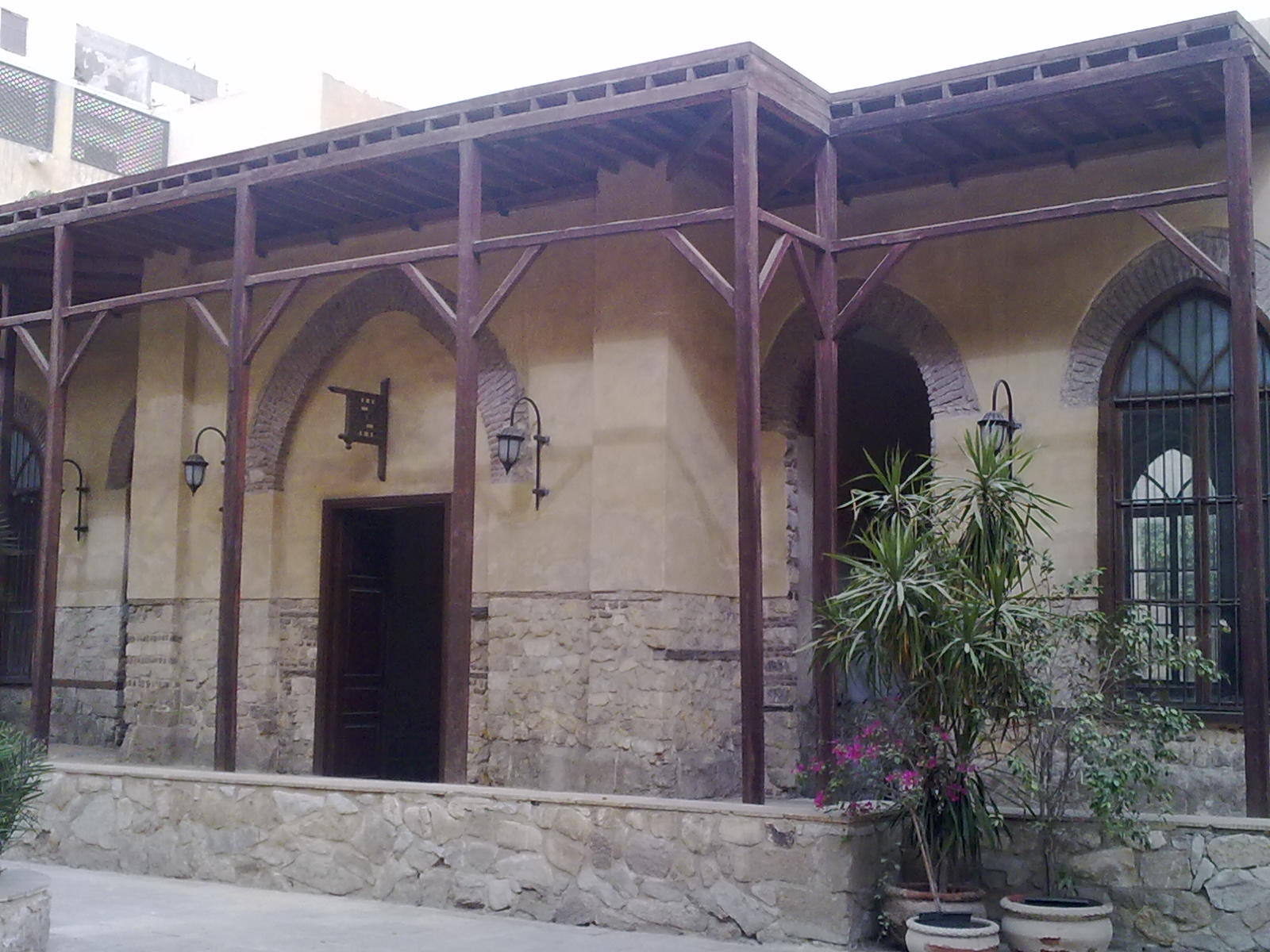

کاخ شاهزاده طاز (عربی: قصر الأمير طاز) یکی از کاخ‌های تاریخی که در دوران ممالیک در مصر تأسیس شد.

## محل و تاریخچه
کاخ در قاهره قدیم در منطقه خلیفه در قلعه، خیابان السیوفیه، که بخشی از خیابان صلیبه است، واقع شده‌است. این کاخ توسط امیر سیف الدین طاز بن قطغاج، یکی از شاهزادگان برجسته در دوران دولت دریایی ممالیک تأسیس شد، که نام آن در زمان سلطنت عمادالدین اسماعیل بن ناصرالدین محمد بن قلاوون (۱۳۴۵م-۱۳۴۳م) آشکار شد تا اینکه در زمان برادرش صالح زین الدین حاجی یکی از شاهزادگانی که حل و فصل امور به دست او بود افتاد.
در اکتبر سال ۱۹۹۲، پس از زلزله‌های مشهور که بسیاری از ستون‌های کاخ آسیب دید، کاخ را وارد بخش مراقبت‌های ویژه کردند. برای مدت ۱۰ سال، این وضعیت همچنان ادامه داشت تا اینکه در ۱۰ مارس ۲۰۰۲، هنگامی که بخش بزرگی از دیوار عقب کاخ سقوط کرد، مرگ بالینی آن نیز اعلام شد. این آوار مشرف بر خط باریکی بود که ده‌ها خانه کلنگی که صدها هزار شهروند ساکن هستند در آن وجود داشت که به این‌صورت زندگی تمام آنها در معرض خطر پیش‌بینی نشده از لحظه‌ای تا لحظه‌ای قرار گرفتند چرا که فروپاشی کامل کاخ در مدت چند ساعت و نه بیشتر قابل انتظار بود.

## معماری
کل مساحت کاخ بیش از هشت هزار متر مربع است که یک حیاط بزرگ در مرکز است مانند یک باغ است، اطراف آن از چهار طرف به ساختمان اصلی و فرعی کاخ می‌انجامید که مهمترین آن، بال الحرملک و قسمت نشیمن یا ساختمان اصلی اختصاص داده شده به پذیرش و دنباله‌های آن و لوازم جانبی و اصطبل قرار گرفته‌است.

## نمای اصلی
ورودی اصلی از یک راهرو مستطیل شکل با یک درب از پشت آن که در انتهای آن یک انبار با دو ورودی است، هر کدام به یک حیاط مستطیلی که حیاط کاخ است باز می‌شود که این ورودی کامل بر خیابان السیوفیه مشرف است.

## بازسازی
این مرحله با نظارت شدید همراه با ترس از فروپاشی ناگهانی تهدید زندگی شهروندان منطقه و کارگران در این پروژه همراه بود. هنگامی که این عملیات موفقیت‌آمیز به پایان رسید و تیم کشف کرد که انحراف با ستون‌گذاری کاهش یافته و حرکت ساختمان‌ها به‌طور کلی متوقف شده‌است، کل طرح تخریب کاخ اصلاح شد، و این اصلاح تنها به قطعات خراب آن محدود شود. بزرگترین و مهم‌ترین قسمتی که خراب شد نقش علوی بود که بخش مهمی از الحرملک بود.
مهمترین عناصر باستان‌شناسی کاخ که تحت پردازش و بازسازی قرار گرفت چوبهای تزئینی و سنگ مرمر و فلزات و لایه آهکی که دیوارها را پوشش می‌دهند و همچنین آجرها و سنگ‌هایی که دیوارها ساخته شده‌اند و همچنین نوشته‌ها و نقاشی‌هایی که بالاتر از قطعه‌ها و نوارهای چوب و سنگ قرار داشته، بوده‌است.
اما سقف‌ها به شیوه بیولوژیک و با مواد شیمیایی خاصی که توسط اداره‌های تخصصی بین‌المللی و متخصص در بازسازی آثار تاریخی جهانی تأیید شده، بازسازی شد.
در حال حاضر کنسرت‌ها، جشن‌های موسیقی عربی، سمینارها و جلسات سیاسی در این کاخ برگزار می‌شود.

## نگارخانه

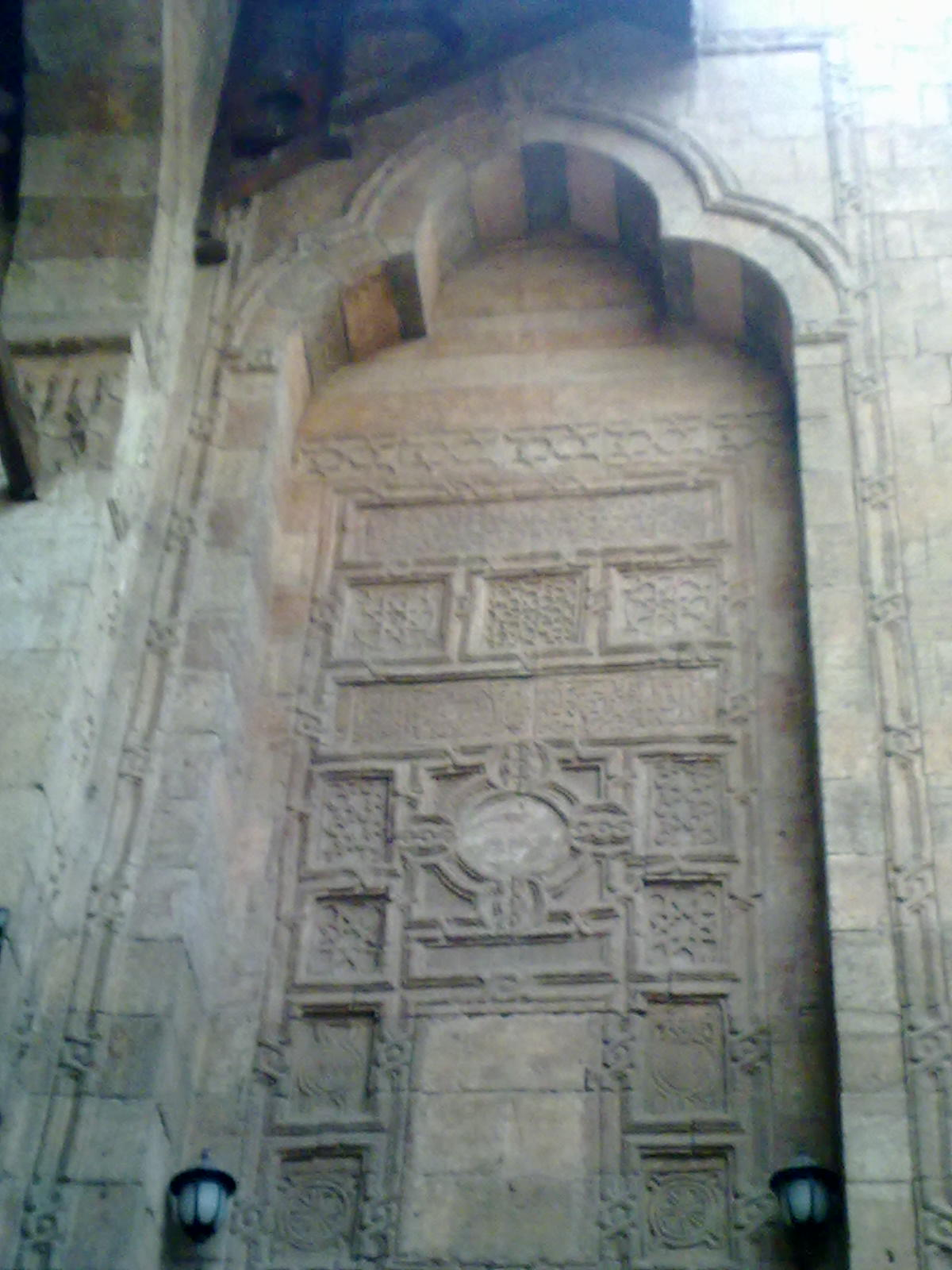
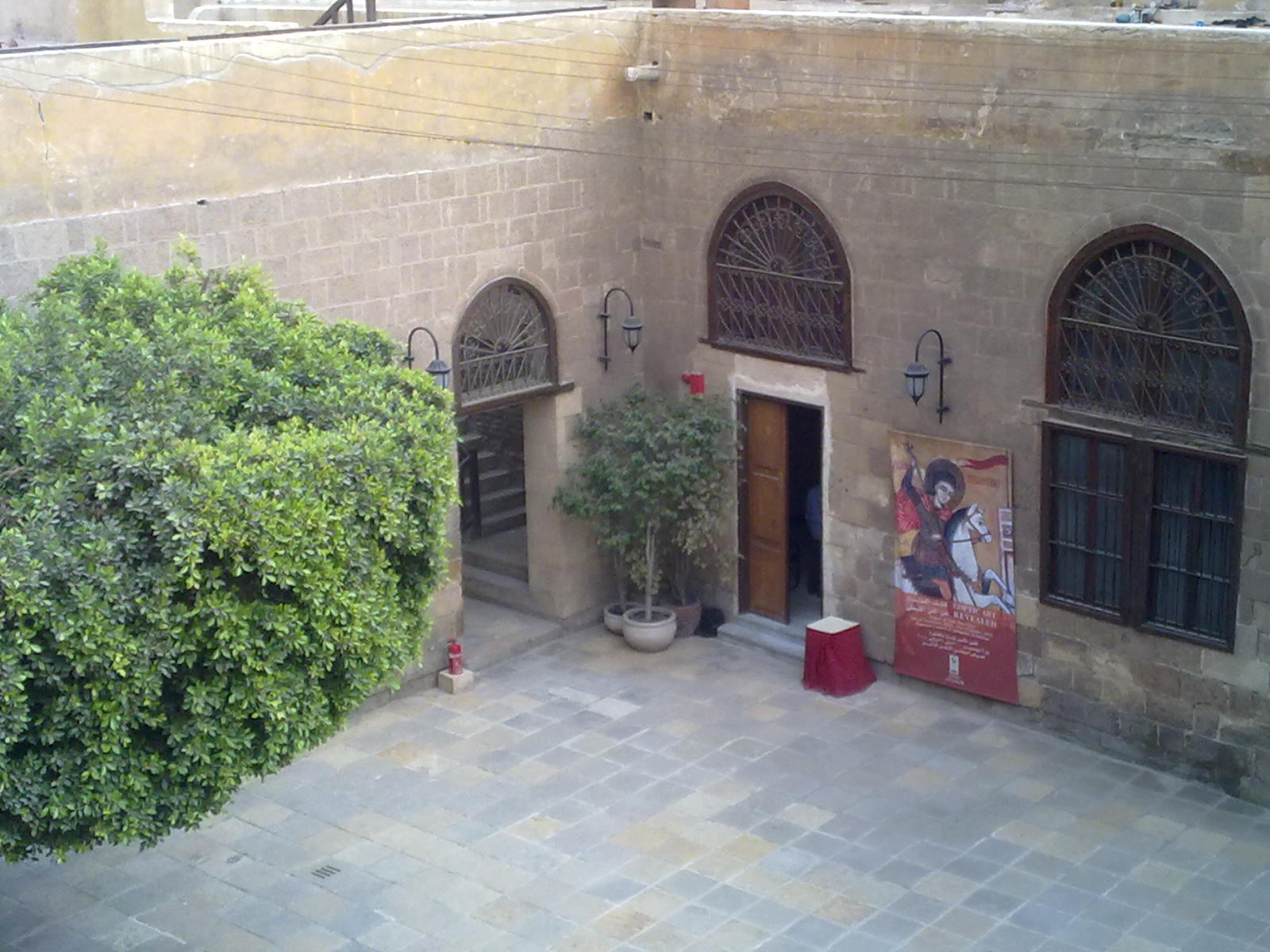
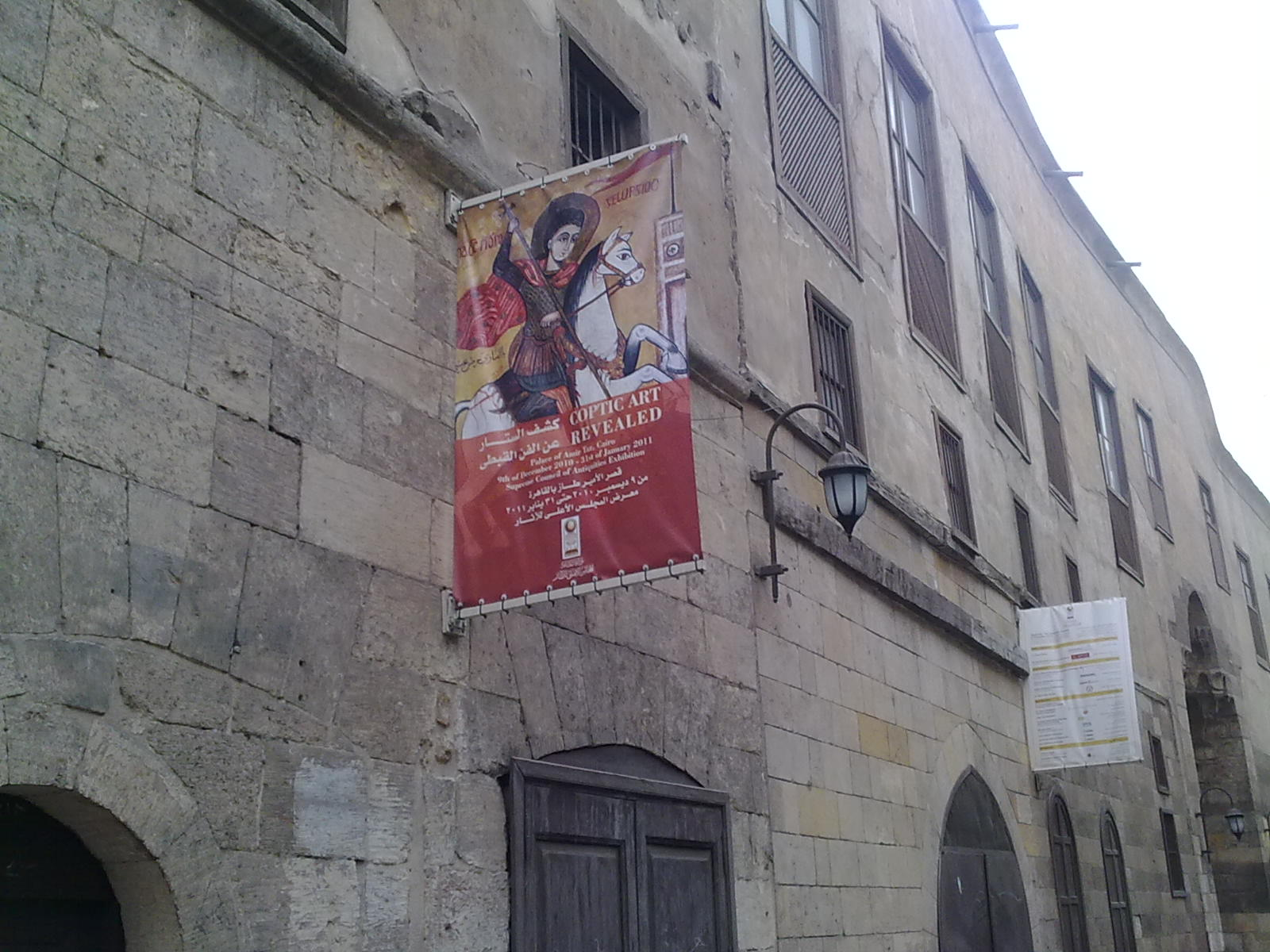
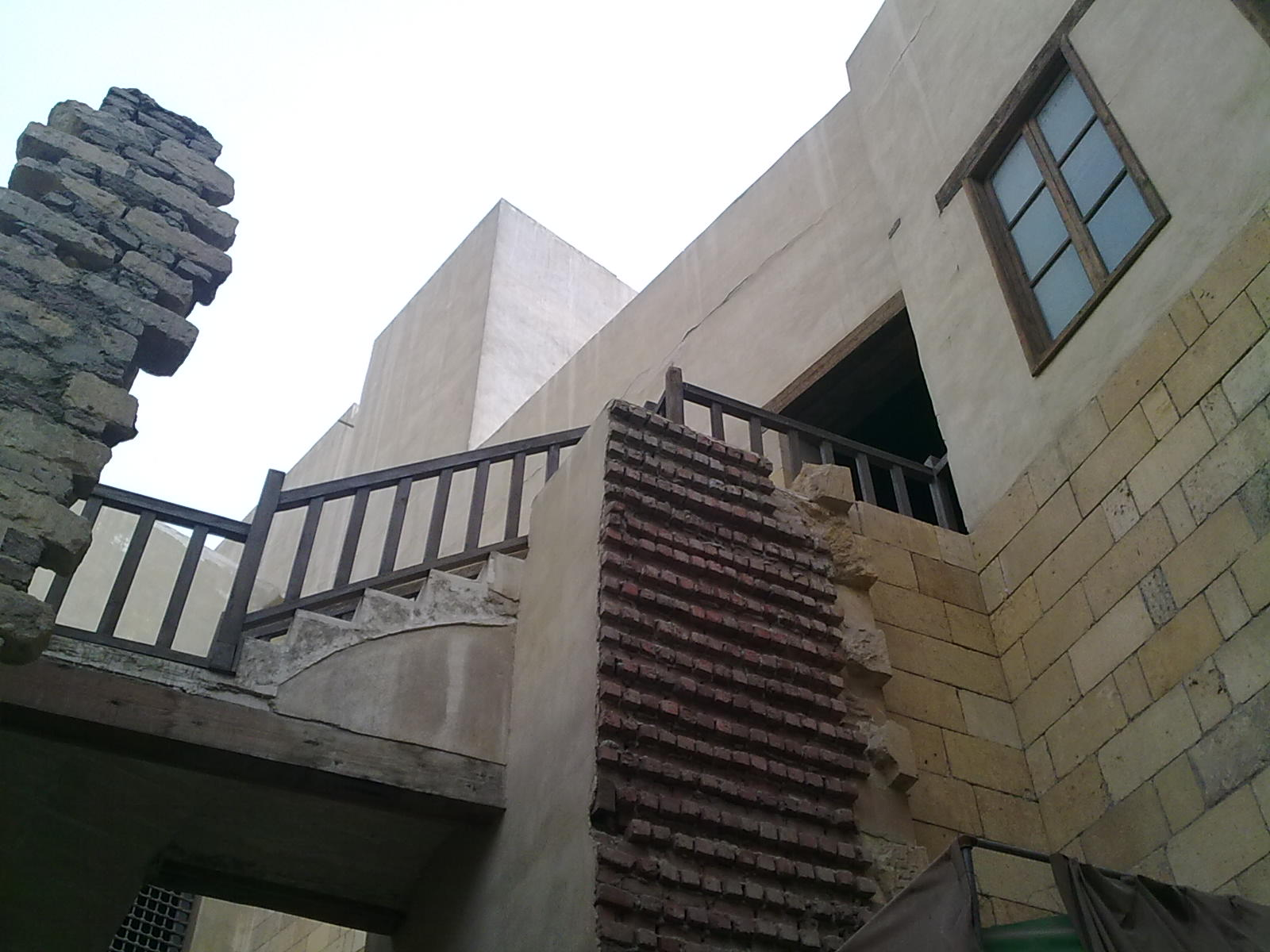
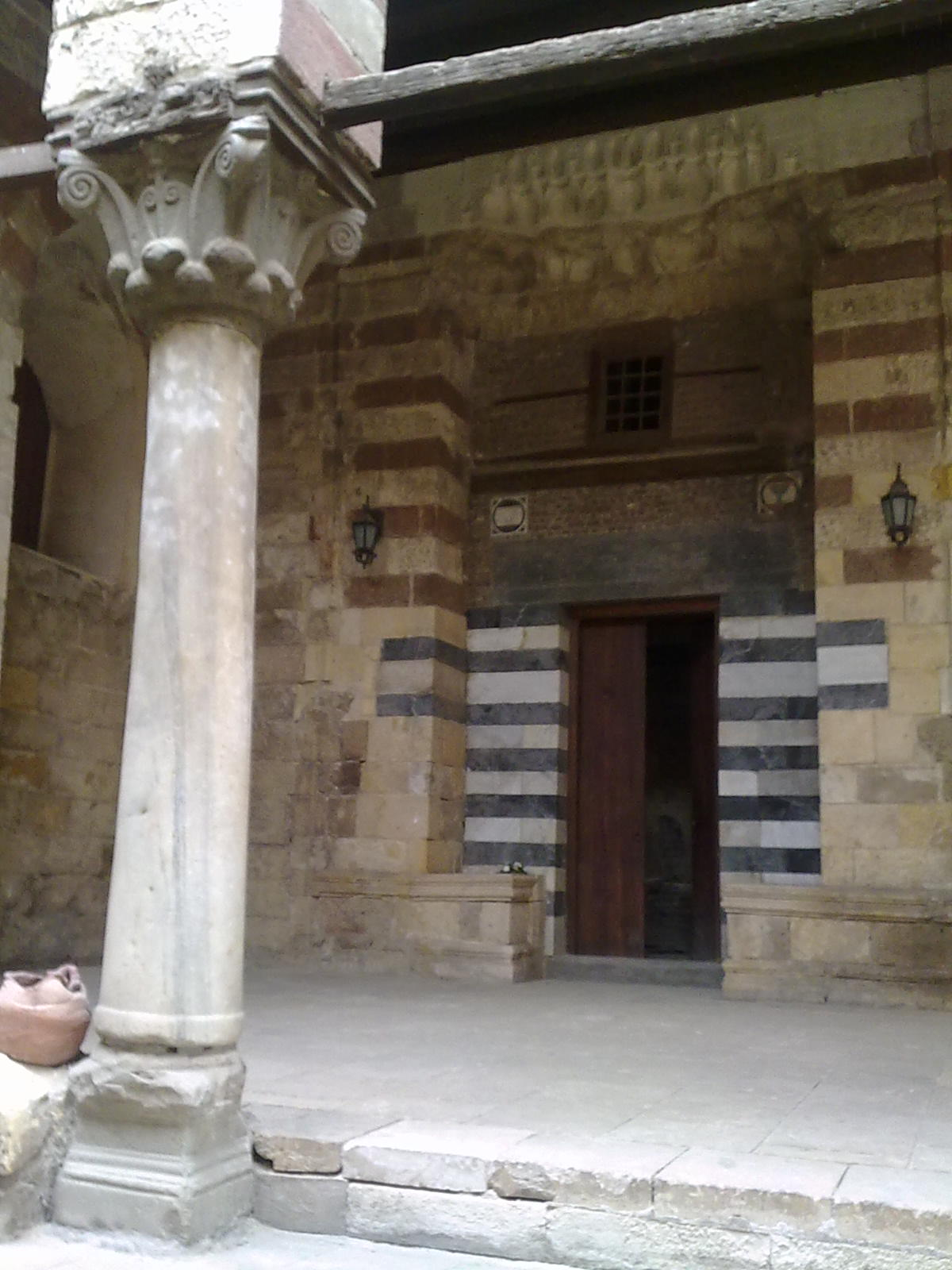